# Linxia (härad)
Linxia, tidigare stavat Linsia, är ett härad i den autonoma prefekturen Linxia för hui-folket i provinsen Gansu i nordvästra Kina.  Det ligger omkring 99 kilometer sydväst om provinshuvudstaden Lanzhou.
Linxia är indelat i nio köpingar och 16 socknar.
Köpingar (zhen):

- Beiyuan (北塬镇)
- Diaoqi (刁祁镇)
- Hanji (韩集镇)
- Huangniwan (黄泥湾镇)
- Lianhua (莲花镇)
- Maji (马集镇)
- Tuqiao (土桥镇)
- Xinji (新集镇)
- Yinji (尹集镇)

Socknar (xiang):

- Anjiapo (安家坡乡)
- Hexi (河西乡)
- Hongtai (红台乡)
- Jinggou (井沟乡)
- Lupan (路盘乡)
- Manisigou (麻尼寺沟乡)
- Manlu (漫路乡)
- Minzhu (民主乡)
- Monigou (漠泥沟乡)
- Nanyuan (南塬乡)
- Potou (坡头乡)
- Qiaosi (桥寺乡)
- Xianfeng (先锋乡)
- Yingtan (营滩乡)
- Yulin (榆林乡)
- Zhangzigou (掌子沟乡)